# 郑谦 (军事将领)
郑谦（1876年—1929年1月28日）字鳴之，江蘇省鎮江府溧陽县人，中華民国政治家、军事将领。

## 生平
郑谦早年赴日本留学，自法政大学毕业。归国後，历任雲貴总督署参事、憲政籌備处参事、安徽国税厅籌備处坐办、皖北税務局局長。
1917年（民国6年）6月，就任黒龙江督署秘書長。同年11月，改任黑龙江省政務厅厅長。1920年（民国9年），任北京政府陸軍部参事。1922年（民国11年），在奉系張作霖手下任東三省保安司令部秘書長。
1925年（民国14年）2月，任江蘇省省長，8月一度兼任江蘇督办。后来，楊宇霆任江蘇督办，鄭謙专任省長。直系孫传芳击败楊宇霆后，同年12月鄭謙被迫辞任。
1926年（民国15年），鄭謙在顏惠慶攝政内閣中任内務总長，但未就任。此后，鄭謙被任命为安国軍司令部秘書長。張作霖在皇姑屯事件中死亡后，張学良继承了其地位，1928年（民国17年）7月，鄭謙继续任東北保安司令部秘書長。
1929年（民国18年）4月，鄭謙在瀋陽病逝。享年54岁。